# Cecily Lefort
Cecily Lefort, nascida Cicely Margot Gordon (Londres, 30 de abril de 1900 – Campo de concentração de Ravensbrück, 13 de fevereiro de 1945), foi uma heroína da Segunda Guerra Mundial, espiã francesa a serviço do Special Operations Executive (SOE) do Reino Unido. 

## Biografia
Cicely Gordon nasceu em Londres em 1900,  o único filho de uma figura da sociedade americana, Margaret Gordon (née Humble), a viúva de Frederick Close e esposa do sangue-azul inglês Christian Frederic Gordon. Mais tarde, ela alegou que Cicely era filha do primo de seu marido, Lord Granville Gordon, com quem estava envolvida em um caso desde o início da década de 1890. A incerteza sobre a paternidade de Cicely levou a um caso sensacional de divórcio e custódia, durante o qual Margaret fugiu com a filha para a França. Uma vez estabelecida na França, Margaret (que morreu em 1920) se casaria com Lord Granville Gordon. 
Na França, Cecily entrou para o corpo de enfermeiras durante a Primeira Guerra Mundial. Trabalhando como auxiliar de enfermagem, ela conheceu seu futuro marido, o médico Ernest Marie Alix Lefort, que acabou sendo seu paciente no hospital de campo. Eles se casaram em 17 de junho de 1924 e moraram em Paris e em uma vila perto de St. Cast, na costa da Bretanha. Cecily adorava cavalgar e velejar e era descrita como muito inteligente e elegante pelos amigos.

## Serviço de espionagem
Lefort e seu marido fugiram para a Inglaterra após a Alemanha ter invadido a França. Antes de partir, o casal organizou para que a sua casa na Bretanha pudesse ser disponibilizada para a resistência francesa. Foi usada pelos maquis para evacuar aviadores britânicos abatidos e outros que necessitassem escapar da França ocupada.
Em 1941, Lefort juntou-se à britânica Women's Auxiliary Air Force. No ano seguinte, sendo fluente em língua francesa, ela se ofereceu para servir na F Section (França), da Executiva de Operações Especiais com base em Londres. Depois de passar na seleção para trabalho de campo, Lefort foi treinada como uma agente de espionagem.

### França
Na noite de 16 de junho de 1943, com os colegas da SOE Diana Rowden e Noor Inayat Khan, ela foi levada para Le Mans, onde se encontraram com Henri Dericourt. Lefort foi enviada para o sudeste da França, onde trabalhou como mensageira para a rede "Jockey", gerida por Francisco Cammaerts.

### Captura, prisão e morte
Lefort foi presa pela Gestapo enquanto se encontrava com um contato em Montélimar, no Drôme, em 15 de setembro de 1943. Ela foi enviada para a prisão de Fresnes em Paris, onde foi submetida a brutais interrogatórios e torturas. Alguns meses mais tarde, no início de 1944, ela foi enviada para Ravensbrück, cerca de 50 quilômetros de Berlim. O campo de concentração nazista detinha cerca de 30.000 mulheres e crianças. Com a derrota do Terceiro Reich se tornando cada vez mais iminente, o campo se tornou um matadouro. Lefort - juntamente com outros presos - sofreu trabalhos forçados por horas, como pavimentar ruas puxando um enorme rolo de ferro. No final de 1944, ela estava sofrendo de extrema desnutrição, diarreia e cansaço.
No início de 1945, Lefort se ofereceu para ser transferida para um novo campo de concentração, que SS-Obersturmführer Johann Schwarzhuber - o recém-chegado comandante adjunto de Ravensbrück - disse que era para prisioneiros doentes. O novo campo havia sido estabelecido em Uckermark no local de um antigo acampamento para meninas delinquentes. No entanto, Schwarzhuber, que tinha anteriormente sido responsável por intoxicar com gás as mulheres de Auschwitz-Birkenau, havia construído o acampamento como um centro de extermínio. Em algum momento em fevereiro de 1945, Cicely Lefort morreu na câmara de gás.

## Consequências
Três outros membros da SOE foram executados por um pelotão de fuzilamento em Ravensbrück, em fevereiro de 1945, foram: Denise Bloch, Lilian Rolfe, e Violette Szabo. Cicely estava entre as 12 agentes britânicas da SOE F-Section que foram executadas em campos de concentração nazistas. O Departamento de Guerra descreve seus óbitos como mortos em combate.
Schwartzhuber foi condenado pelos britânicos nos julgamentos de Ravensbrück. Ele foi enforcado por Albert Pierrepoint na prisão de Hamelin em 3 de maio de 1947.

## Homenagens
Cecily Lefort foi Mencionada nos Despachos pelo seu serviço para os britânicos e homenageada pelo governo da França com uma póstuma Croix de Guerre. Ela está registrada no Memorial Runnymede em Surrey, Inglaterra; e, como um dos agentes da SOE que morreram pela libertação da França, ela é listada no "Roll of Honor" do Memorial de Valençay em Valençay, no departamento de Indre, França.